# Amanda Coker
Amanda Coker, née le 27 juillet 1992 en Caroline du Nord, est une ultra-cycliste américaine. Elle détient notamment depuis 2017 le record du monde d'endurance cycliste sur une année civile.

## Biographie

### Débuts dans le cyclisme
Amanda Coker a commencé le vélo à l'adolescence aux côtés de son père Ricky et a connu son premier succès en 2010, en se classant sixième à l'épreuve du contre-la-montre aux championnats nationaux juniors. À la suite de ce résultat, elle reçoit une proposition de bourse intégrale pour suivre un programme consacré au cyclisme au Fort Lewis College de Durango dans le Colorado. Après un semestre, Amanda Coker met en pause ses études pour se faire opérer d'une anomalie cardiaque.
En 2011, alors qu'elle est chez ses parents à la suite de son opération, Amanda effectue, avec son père, une sortie à vélo, durant laquelle, un automobiliste distrait, roulant à 88 km/h, heurte Amanda et son père. Amanda est projetée à 15 mètres et perd connaissance. L'accident lui provoque un traumatisme crânien avec lésions cérébrales,. En 2015, Amanda reprend le cyclisme, avec un voyage de plusieurs jours à vélo, qui lui permet de découvrir ses capacités sur des longues distances. Fin 2015, Amanda Cooker roule avec un groupe de cyclistes dans le Flatwoods Park. Elle rencontre notamment via ce groupe Kurt Searvogel.

### Tentatives de record du monde
Le 15 mai 2016, Amanda Coker se lance dans la tentative d'établir un nouveau record de distance parcourue au cours d'une année, le record étant de 29 603,7 milles (47 643 km), établi en 1938 par Billie Fleming.
Sur un parcours de 7 milles (11,27 km) au sein du Flatwoods Park à Tampa Bay, Amanda Coker roule 237,19 milles (382 km) par jour en moyenne, alternant vélo de route, vélo de contre-la-montre et vélo couché.
Le 21 septembre 2016, Amanda Coker dépasse les 29 603,7 milles (47 643 km), le record détenu par Billie Fleming. En avril 2017, elle bat les 76 076 milles (122 432 km) du record absolu de distance parcourus au cours d'une année, détenu par Kurt Searvogel. Le 14 mai 2017, après une année entière à pédaler, Amanda Coker possède le nouveau record de distance parcouru durant une année entière avec 86 573 milles (139 326 km) parcourus,, soit 10 000 milles (16 093 km) de plus que le précédent record.
Après avoir établi ce record, Amanda Coker continue de rouler dans l'objectif de battre le record du temps le plus court pour parcourir 100 000 milles (160 934 km). Détenu pendant 77 ans par Tommy Godwin, réalisé entre janvier 1939 et mai 1940, après 500 jours de cyclisme. Le record des 100 000 milles (160 934 km) est battu par Amanda Coker le 11 juillet 2017, après 423 jours de vélo,.
Le 23 octobre 2021, Amanda Coker établit un nouveau record de 512,506 milles (824,8 km) parcourus en 24 heures et devient la première femme à franchir les 500 milles (804,672 km) en 24 heures. Durant cette tentative de record, Amanda Coker a également battu 10 autres records du monde.